# ひぐらしのなく頃に 心癒し編
『ひぐらしのなく頃に 心癒し編』（ひぐらしのなくころに こころいやしへん）は原作・竜騎士07、作画・影崎由那の漫画作品。『月刊コンプエース』（角川書店）2008年10月号から2009年4月号まで連載。
07th Expansion製作の同人ゲーム「ひぐらしのなく頃に」の4番目の外伝作品。本編の最終話「祭囃し編」の後日談を描いた物語で、原作のファンディスク「ひぐらしのなく頃に礼」に収録された「賽殺し編」とは全く別の物語となっている。コンプエースでの連載作品としては「鬼曝し編」（鬼頭えん）・「現壊し編」（同）に続く3番目の連載となる。

## ストーリー
永遠に続くかに思われていた昭和58年6月は終わりを告げ、雛見沢分校の部活メンバー一同は初めて全員で夏休みを迎えることになった。しかし、圭一やレナ、魅音、沙都子たちが夏休みを満喫する中、梨花だけは初めて迎える昭和58年7月の空気に戸惑い、虚脱状態に陥っていた。羽入はそんな梨花を見かねて、雛見沢村から外に出たことが無い梨花に気分転換を兼ねて旅行へ出ることを提案する。

## 登場人物
- 以下の人物は個別項目を参照。
  - 古手梨花
  - 羽入
  - 前原圭一
  - 北条沙都子
  - 竜宮レナ
  - 園崎魅音

## 単行本
- 2009年3月26日発売 ISBN 978-4-04-715215-1